# Tuniška vaterpolska reprezentacija
Tuniška vaterpolska reprezentacija predstavlja državu Tunis u športu vaterpolu. Nastupala je u kvalifikacijama za SL 2008. i 2010.

## Kvalifikacije za SL

### 2008.
- Maroko - Tunis 17:6
- Tunis - Egipat 1:20
- Alžir - Tunis 15:2

### 2010.
- Tunis - Maroko 18:3
- Alžir - Tunis 4:25
- Tunis - JAR 8:11
- Maroko - Tunis 4:16
- Tunis - Alžir 15:7
- JAR - Tunis 10:4

## Razvojni trofej FINA-e
- 2007.: 10. mjesto
- 2009.: 11. mjesto
- 2011.: 7. mjesto
- 2013.: 8. mjesto
- 2015.: 8. mjesto
- 2017.: 4. mjesto